# Handley Page Hinaidi
El Handley Page Hinaidi fue uno de los dos bombarderos bimotor construidos por Handley Page que sirvieron con la Real Fuerza Aérea entre 1925 y 1935. El avión fue desarrollado desde el Handley Page Hyderabad, y fue bautizado así por RAF Hinaidi, una base de la RAF en Irak.

## Diseño y desarrollo
En 1923, Handley Page diseñó y construyó un nuevo bombardero pesado, basado en su avión comercial W.8, el Hyderabad. El Hyderabad era un biplano construido en madera propulsado por dos motores Napier Lion. Se construyeron cuarenta y cinco ejemplares, entrando en servicio desde 1925.
El Hinaidi era una versión mejorada del Hyderabad construida para cubrir la Especificación 13/29 del Ministerio del Aire. La primera máquina, el HP.33 Hinaidi I (de hecho, uno de los primeros Hyderabad de producción, el J7745, con otros motores y un cambio del empenaje y timón), voló por primera vez el 26 de marzo de 1927. Al menos, cuatro Hyderabad fueron convertidos a Hinaidi I, mientras que seis Hyderabad de producción tardía también fueron completados como Hinaidi I, reteniendo la estructura en madera de aquellos. El primer Hinaidi verdadero, el HP.36 Hinaidi II, entró en producción después de que se implementaran importantes modificaciones estructurales, cambiándose la estructura de madera a metal.
Se propuso una versión remotorizada con dos Siddeley Jaguar de 480 hp, el HP.44 Hinaidi III, pero no fue construida.

## Historia operacional

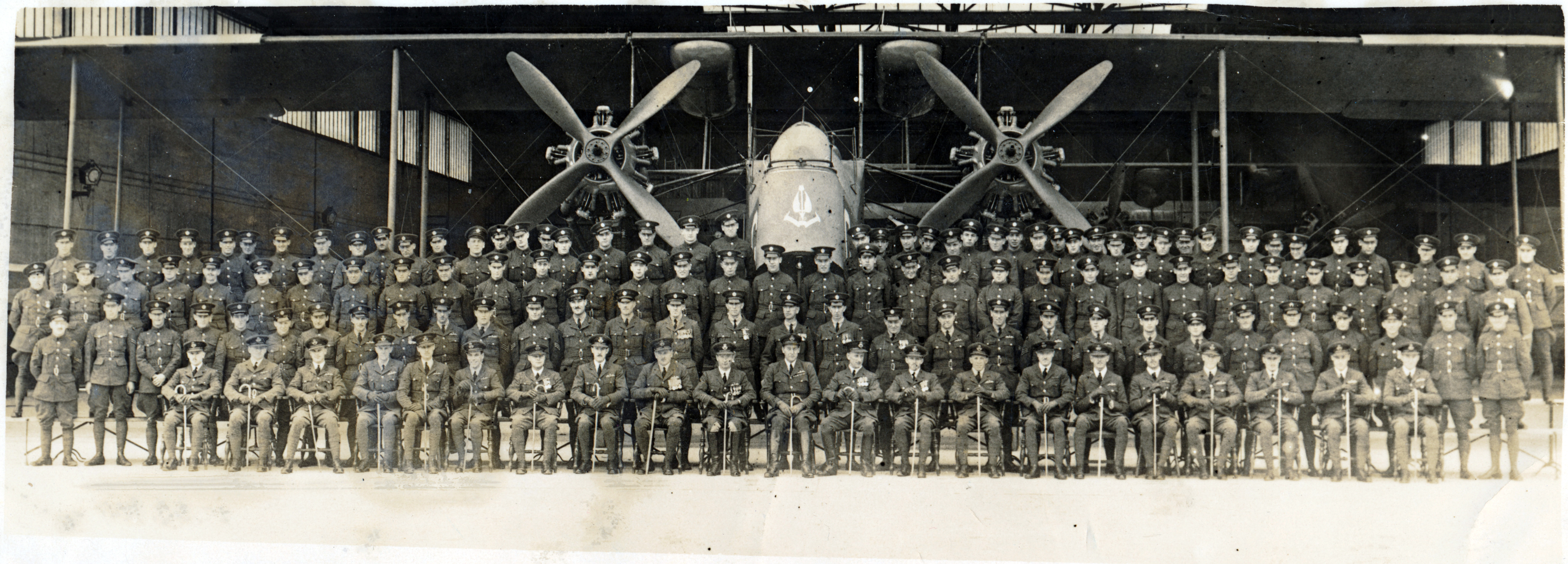
Foto tomada alrededor de 1930 en RAF Upper Heyford (10.º Escuadrón de Bombardeo).

Los primeros 33 aviones fueron puestos en servicio en 1929, y fueron asignados a los escuadrones No. 99, 10.º Escuadrón y No. 503. La producción total finalizó con 36 aviones, siendo algunos convertidos en aviones de transporte en la Frontera Noroeste en la India. La versión de transporte HP.35 Clive II operó desde Lahore.

## Variantes
HP.33 Hinaidi I
Estructura de madera. Tres construidos, un prototipo, el J7745, como conversión de un Hyderabad, dos nuevos y siete más convertidos desde Hyderabad.
HP.33 Clive I
Uno de los prototipos Hinaidi I, el J9126, construido usando un fuselaje de W.10 como diseño de transporte, fue más tarde convertido en el Clive III, aunque no entró en servicio como tal. Más tarde, ya como G-ABYX, fue vendido a Sir Alan Cobham con su circo aéreo y bautizado "Youth of Australia", y más tarde fue renombrado como "Astra".
HP.35 Clive II
Dos aviones de transporte construidos, estructura totalmente metálica, J9948 y J9949.
HP.36 Hinaidi II
Estructura totalmente metálica. 34 construidos, el prototipo J9478 y los K1063-K1078 y K1909-K1925 de producción. Aproximadamente, más de 20 aviones fueron convertidos a la configuración de aviones de transporte Clive II a principios de los años 30.
HP.44 Hinaidi III
Variante con motores Siddeley Jaguar, no construida.

## Operadores
Reino Unido
- Real Fuerza Aérea

## Especificaciones (Hinaidi Mk II)
Referencia datos: Aircraft of the Royal Air Force.

### Características generales
- Tripulación: Cuatro
- Carga: 1814 kg en la versión de transporte (Clive)
- Longitud: 18 m (59,2 ft)
- Envergadura: 23 m (75,5 ft)
- Altura: 5,2 m (17,1 ft)
- Superficie alar: 136,7 m² (1471,5 ft²)
- Peso vacío: 3647 kg (8038 lb)
- Peso cargado: 6532 kg (14 396,5 lb)
- Planta motriz: 2× motor radial de nueve cilindros refrigerado por aire Bristol Jupiter VIII.
  - Potencia: 330 kW (455 HP; 449 CV) cada uno.
- Hélices: 1× de cuatro palas de madera de paso fijo por motor.

### Rendimiento
- Velocidad máxima operativa (Vno): 198 km/h (123 MPH; 107 kt)
- Velocidad crucero (Vc): 121 km/h (75 MPH; 65 kt)
- Alcance: 1370 km (740 nmi; 851 mi)
- Techo de vuelo: 4500 m (14 764 ft)
- Régimen de ascenso: 1,9 m/s (374 ft/min)
- Carga alar: 47,8 kg/m² (9,8 lb/ft²)
- Potencia/peso: 0,100 kW/kg (0,061 hp/lb)

### Armamento
- Ametralladoras: 

  - 3x Lewis de 7,7 mm en puestos de morro, dorsal y ventral
- Bombas: 657 kg

## Aeronaves relacionadas

### Aeronaves similares
- Vickers Virginia

### Secuencias de designación
- Secuencia HP._ (interna de Handley Page): ← HP.30 - HP.31 - HP.32 - HP.33 - HP.34 - HP.35 - HP.36 - HP.37 - HP.38 - HP.39 -- HP.41 - HP.42 - HP.43 - HP.44 - HP.45 - HP.46 - HP.47 →